# Hardingfele
Hardingfele – norweski instrument muzyczny ludowy z grupy chordofonów smyczkowych.
Hardingfele są podobne do skrzypiec, mają nieco węższy korpus z wypukłymi płytami górną i dolną; nie mają ujednoliconego stroju. Poza czterema strunami melodycznymi mają 4 lub 5, rezonujących podczas gry strun burdonowych, które rozciągnięte są pod szyjką. Są zazwyczaj bogato zdobione inkrustacjami z masy perłowej i ornamentami wykonanymi tuszem.
Szyjka instrumentu jest krótka, podstrunnica płaska, a podstawek tylko lekko wyoblony – taka konstrukcja przystosowuje go do gry w pierwszej pozycji, i smyczkowania dwóch strun jednocześnie. Spośród rozmaitych strojów najpopularniejszym jest a, d1, a1, e2.
Hardingfele pojawiły się w połowie XVII wieku w południowo-zachodniej części Półwyspu Skandynawskiego. W XVIII wieku rozpowszechniły się głównie za pośrednictwem warsztatu lutniczego Isaka Nilssena Botnena i jego syna – Tronda Isaksena Flatebø. Używane były przede wszystkim do wykonywania muzyki akompaniującej tańcom (bygdedans). W muzyce poważnej wykorzystywał je m.in. Edvard Grieg. Od końca XX wieku ich wykorzystanie jest wznawiane w ruchu odnowy kultury ludowej; są symbolem norweskiej kultury narodowej. 